# Immer Ärger mit Schweinchen George
Immer Ärger mit Schweinchen George ist eine Filmkomödie aus dem Jahr 1999, produziert in den USA. Die Regie führte Erik Fleming.

## Handlung
Kathy hasst ihren Bruder George. Als seine Eltern verreisen, übernimmt Babysitterin Mathilda die Aufsicht über ihn und seine etwas ältere Schwester.
Als George Mathildas Zimmer durchstöbert, entdeckt er ein geheimnisvolles Zauberbuch. Er blättert sorglos darin und verwandelt sich plötzlich in ein Schwein. Jetzt kann nur noch Mathildas Großmutter Berta helfen. Sie soll den Zauber rückgängig machen. Sofort startet die Truppe die Fahrt nach Mexiko. Dort angekommen wird George von einem Fleischer gefangen. George überwältigt den Fleischer mit einem Blumentopf, den er ihm auf den Kopf wirft.
Da sie nun alles haben, starten sie die Heimreise und mischen die Zutaten zusammen, so wie es Großmutter Berta ihnen gesagt hat. Das einzige Problem, das noch besteht, ist, dass der Himmel klar sein muss. Aus Zufall taucht der Fleischer wieder auf. Beinahe hätte er es geschafft, George zu schnappen, wird aber in einen Adler verwandelt.
Anschließend wird George wieder zum Menschen und alle kommen zu Hause an. Sie vernichteten alle Anzeichen, damit deren Eltern nie erfahren, was passiert ist.

## Kritiken
Lexikon des internationalen Films: „Unterhaltsame, gut gespielte Fantasy-Komödie, angelegt als Dekonstruktion des amerikanischen Lebensstils, was vor allem für jüngere Zuschauer aber hinter den Schauwerten unterzugehen droht.“